# Pete Quaife
Peter Alexander Greenlaw "Pete" Quaife (31. december 1943 – 23. juni 2010) var en britisk musiker, artist og forfatter. Quaife var en af grundlæggerne af The Kinks, og desuden bandets oprindelige bass-guitarist, som han var medlem af i perioden 1963-1969. 
Quaife var således med i perioden med nogle af The Kinks' allerstørste hits som "You Really Got Me" og "All Day and All of the Night".
I 1969 forlod han The Kinks og dannede i 1970 bandet Mapleoak, men forlod det allerede året efter, hvorpå han forlod musikbranchen til fordel for en karriere som grafiker. 
Han flyttede til Danmark, hvor han boede fast ind til 1980'erne, hvor han flyttede til Ontario i Canada.
I 2003 flyttede han tilbage til Danmark og bosatte sig i Herlev. I 2005 var han med til introduktionen af The Kinks til UK Rock'n'Roll Hall Of Fame.